# Tiszavárkony
Tiszavárkony es un pueblo húngaro perteneciente al distrito de Szolnok, condado de Jász-Nagykun-Szolnok.

## Superficie
Cuenta con una superficie de 35,62 km².

## Demografía
Hasta 2024 la población era de 1503 habitantes, con una densidad de población de 42,19 hab/km².
| Gráfica de evolución demográfica de Tiszavárkony entre 2020 y 2024 |
|                                                                    |
| Datos según la Oficina Central de Estadística de Hungría.          |